# Magnetism uman

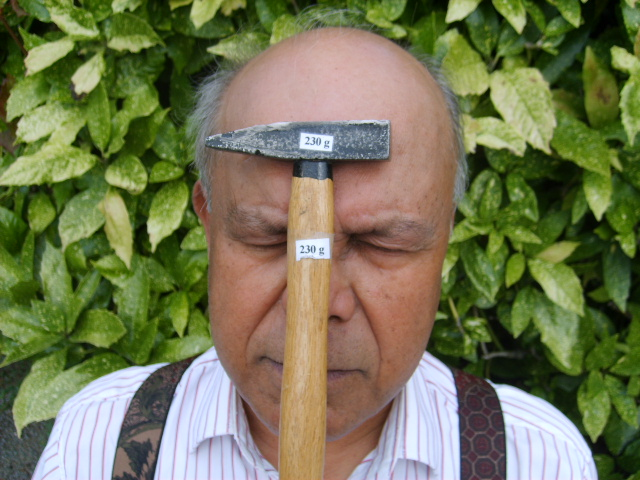
Un om cu un ciocan lipit de pielea lui

Magnetismul uman este un nume popular pentru o presupusă capacitate a unor oameni de a atrage obiectele de pielea lor. Persoanele presupuse a avea o astfel de abilitate sunt numite adesea magneți umani. Deși obiectele de metal sunt cele mai populare, se presupune că unele persoane  sunt apte să țină lipite alte tipuri de materiale, cum ar fi sticla, porțelanul, lemnul sau plasticul , precum și metale, fără proprietăți feromagnetice, cum ar fi alama și aluminiul. În realitate, nici una dintre acțiunile înregistrate de magnetism uman nu corespunde cu fizica reală a magnetismului, indicând că această "capacitate" este de fapt nimic mai mult decât o neînțelegere a fizicii și semnificației termenului și o aplicare greșită a lui, pentru ceea ce s-a dovedit a fi nimic mai mult decât o piele neobișnuit de lipicioasă.

## Selecție de pretinși magneți umani
- Aurel Răileanu din România, de asemenea, cunoscut sub numele de Domnul Magnet; este declarat a fi cel mai puternic magnet uman[2]
- Etibar Elchyev din Georgia, deținător al Guinness World Record pentru cele mai multe linguri pe un corp uman[3]
- Ivan Stoiljkovic, un băiat din Croația[4]
- Liew Thow Lin, cunoscut sub numele de Bărbatul Mr. Magnet[5]
- Wang Baoqiang, din Shaoxing, China.[6]

## Explicații
Potrivit oamenilor de știință, dacă oamenii pot ține lipite obiecte de corpul lor, nu numai din metal, dar, de asemenea din alte materiale, nu are de fapt nimic de-a face cu magnetismul. Scepticul Benjamin Radford a folosit o busolă pentru a verifica câmpul magnetic de la o persoană care a pretins a fi un magnet uman. El susține că persoana, de fapt, nu produce câmp magnetic. Se dovedește că magnetismul uman utilizează diferite tipuri de efecte fizice. Mulți oameni de știință și susținătorii științei, inclusiv James Randi, susțin că această capacitate se datorează pielii lipicioase.